# Khinditxet
Khinditxet (en rus: Хиндичет) és un poble (un possiólok) del krai de Krasnoiarsk, a Rússia, segons el cens del 2010 tenia 177 habitants. Pertany al districte municipal d'Àban.